# Tyler Harvey
Tyler Jordon Harvey (Torrance, 17 de julho de 1993) é um basquetebolista profissional americano que atualmente joga para o Olympique Antibes da Liga Francesa de Basquetebol. Ele jogou basquete universitário pelo Eastern Washington Eagles. Ele joga principalmente nas posições de ala e ala-armador. Harvey se formou na Bishop Montgomery High School de Torrance, Califórnia em 2011. De acordo com o treinador-chefe do Eagles, Jim Hayford, Harvey foi o "jogador base para a construção do programa de basquetebol" do colégio em seu segundo ano.

## Carreira na universidade
Como calouro, Harvey liderou o Eastern Washington ao recorde da escola na Divisão I, com 26 vitórias e uma parte do título da temporada regular da Big Sky Conference, o título do torneio Big Sky, e um lugar no Torneio de 2015 da NCAA. Os Eagles receberam a décima-terceira cabeça de série, e jogaram contra o quarto cabeça de série, o Georgetown, na segunda rodada do torneio. Os Eagles perderam de 74-84, terminando sua temporada.
Harvey terminou a temporada como o líder de pontuação nacional da Divisão I, com 23,1 pontos por jogo. Harvey também liderou a nação nos arremessos de três pontos convertidos. Harvey ganhou as honras de Menção Honrosa All-American pela Associated Press, o primeiro jogador do Eastern Washington a conseguir tal feito desde Rodney Stuckey, em 2007. Harvey foi nomeado para o primeiro time da Big Sky Conference por dois anos consecutivos. Ele também foi nomeado como um dos integrantes do primeiro time acadêmico All-American, e também foi nomeado para a equipe Lou Henson Mid-Major All-American.
Em 1 de abril de 2015, Harvey anunciou sua decisão de renunciar à sua última temporada na Eastern Washington e entrar no Draft da NBA de 2015.

## Carreira profissional

### Erie BayHawks (2015)
Em 25 de junho de 2015, Harvey foi selecionado com a 51ª escolha geral no Draft da NBA de 2015 pelo Orlando Magic. Mais tarde, ele se juntou ao Magic para a Summer League de 2015 da NBA. Em 31 de outubro de 2015, ele foi adquirido pelo Erie BayHawks da NBA Development League, a equipe afiliada ao Magic. No dia 20 de novembro, ele fez sua estreia profissional na derrota de 103-93 para o Delaware 87ers, marcando 9 pontos, 1 rebote, duas assistências e dois roubos de bola em 29 minutos. Em 29 de dezembro, o Bayhawks perdia para o Texas Legends por 21 pontos, com 4 minutos e 23 segundos restantes. Nesse tempo, Harvey converteu seis cestas de três pontos, junto com o ala John Jordan, enviando o jogo para a prorrogação. O Bayhawks acabou ganhando o jogo por 125-120.

### Auxilium Pallacanestro Torino (2016-2017)
No dia 22 de julho de 2016, Harvey assinou com o FIAT Torino, da Liga Italiana de Basquetebol.

### Olympique Antibes (2017–presente)
Em 16 de agosto de 2017, Harvey assinou com o Olympique Antibes da Liga Francesa de Basquetebol.